# Château-sur-Epte
Château-sur-Epte – miejscowość i gmina we Francji, w regionie Normandia, w departamencie Eure.
Według danych na rok 1990 gminę zamieszkiwały 632 osoby (w 1999 roku 661), a gęstość zaludnienia wynosiła 137 osób/km² (wśród 1421 gmin Górnej Normandii Château-sur-Epte plasuje się na 376. miejscu pod względem liczby ludności, natomiast pod względem powierzchni na miejscu 718.).